# 小蓋薩赫河

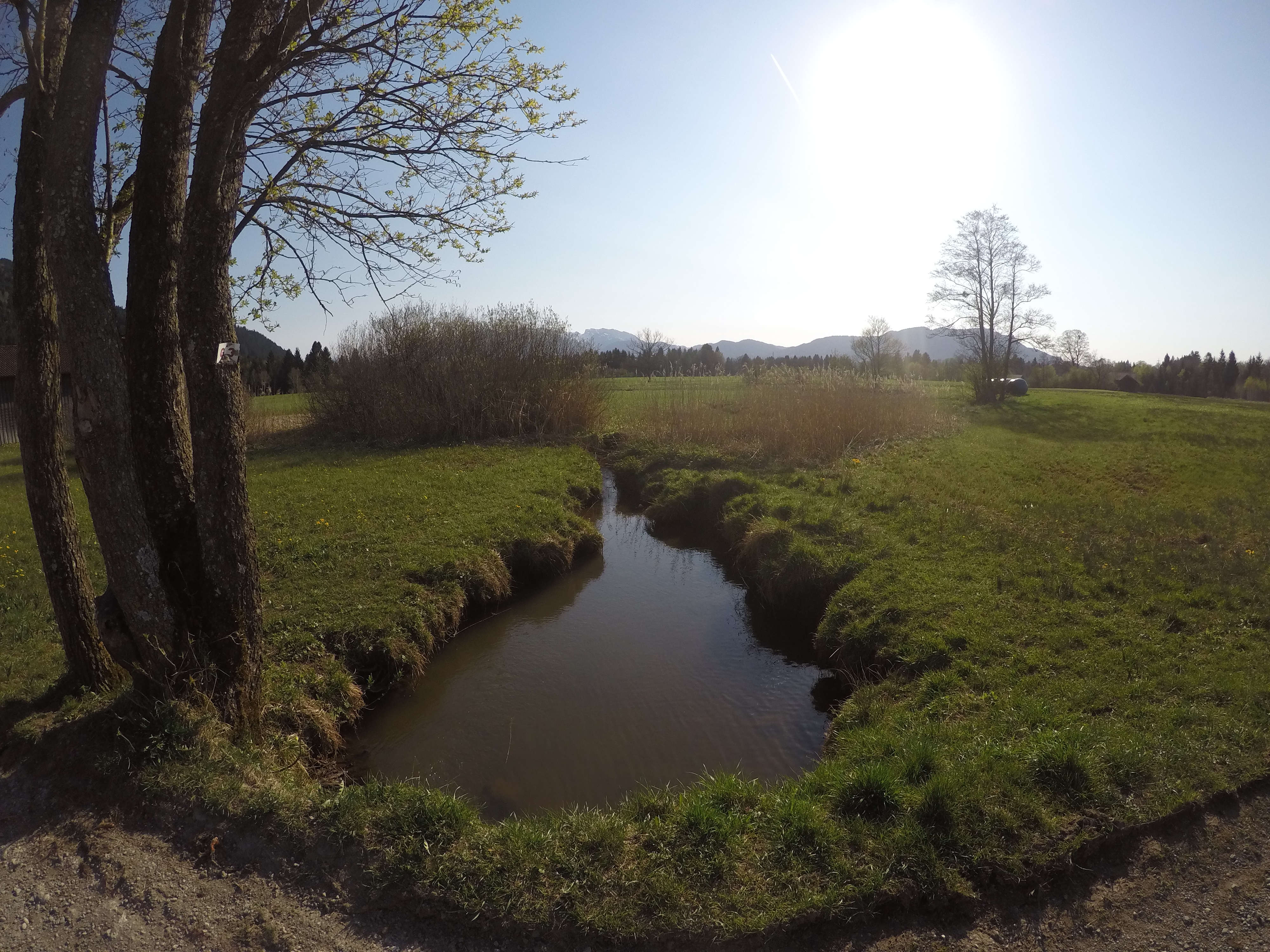

47°44′27″N 11°35′12″E / 47.74075°N 11.58660°E
小蓋薩赫河（德語：Kleine Gaißach），是德國的河流，位於該國東南部，由巴伐利亞負責管轄，屬於大蓋薩赫河的右支流，河道全長0.5公里，流經巴特特爾茨-沃爾夫拉茨豪森縣。